# نادي أولمبيك وزان
 نادي شباب أولمبيك وزان النادي المعروف اختصارا J.O.O هو نادٍ رياضي  مغربي  من مدينة  وزان  ممارس بالقسم الأول - الدوري المغربي هواة.أخد اسم نادي شباب أولمبيك وزان عام 1947 خلفا للفريق الأول الذي مارس رياضة كرة القدم بوزان (تأسس عام  1936على يد رئيسه le conte) والذي كان يحمل اسم الجمعية الرياضية الوزانية   A.S.O.

## وصلات خارجية
- الموقع الرسمي للنادي